# Menispora tortuosa
Menispora tortuosa är en svampart som beskrevs av Corda 1839. Menispora tortuosa ingår i släktet Menispora och familjen Chaetosphaeriaceae.   Inga underarter finns listade i Catalogue of Life.